# Wutumeiren (sockenhuvudort i Kina, Qinghai Sheng, lat 36,91, long 93,16)
Wutumeiren (kinesiska: 乌图美仁, 乌图美仁乡) är en sockenhuvudort i Kina. Den ligger i provinsen Qinghai, i den nordvästra delen av landet, omkring 770 kilometer väster om provinshuvudstaden Xining. Antalet invånare är 3 831. Befolkningen består av 914 kvinnor och 2 917 män. Barn under 15 år utgör 6,0 %, vuxna 15-64 år 90 %, och äldre över 65 år 3,0 %.
Trakten runt Wutumeiren är nära nog obefolkad, med mindre än två invånare per kvadratkilometer. Det finns inga andra samhällen i närheten. Trakten runt Wutumeiren är ofruktbar med lite eller ingen växtlighet.
Genomsnittlig årsnederbörd är 115 millimeter. Den regnigaste månaden är juli, med i genomsnitt 28 mm nederbörd, och den torraste är december, med 2 mm nederbörd.